# Umberto Marcheggiani
Umberto Marcheggiani (ur. 12 czerwca 1943 w Gubbio) – włoski zapaśnik walczący w stylu wolnym. Dwukrotny olimpijczyk. Odpadł w eliminacjach w Meksyku 1968 i Monachium 1972. Walczył w kategorii do 87 – 90 kg.
Szósty na mistrzostwach świata w 1970. Czwarty na mistrzostwach Europy w 1966. Srebrny medalista igrzysk śródziemnomorskich w 1967 roku.